# London Company
London Company (eller Virginia Company of London) var et engelsk aktieselskab der blev grundlagt ved et kongeligt privilegium udstedt af Jakob 1. af England den 10. april 1606 for at etablere kolonier i Nordamerika. Et andet selskab Plymouth Company fik en lignende kontrakt, og sammen udgjorde de Virginia Company. London Company var ansvarlig for etableringen af Jamestown, der var den første permanente engelske bosættelse i Nordamerika. Det skete i 1607.
Selskabet fik Nordamerikas kyst mellem 34. breddegrad (Cape Fear) og 41. breddegrad (i Long Island-sundet), men som del af Virginia Company ejede London Company formelt også en stor del af det atlantiske og indre Canada. Selskabet havde tilladelse til at etablere bosættelser på 26 000 km² i området. Dele af selskabets territorium nord for 38. breddegrad blev delt med Plymouth Company på den betingelse, at selskaberne ikke grundlage kolonier tættere end 160 km på hinanden.
I 1607 grundlagde selskabet en bosættelse ved udmundingen af James River i Chesapeake Bay. Den blev opkaldt efter den engelske konge og fik navnet Jamestown. Allerede før 1609 havde Plymouth Company opgivet Popham-kolonien, og selskabet var opløst. Derfor blev London Companys kontrakt justeret med en ny tildeling, som strakte sig fra ’’hav til hav’’ mellem den 34. og 40. breddegrad.
London Company kæmpede med økonomiske problemer i en årrække; de bedredes først efter en ny tobaksort blev introduceret i 1612.

## Historie

### Etablering og økonomiske problemer
Kompagniets hovedformål var etableringen af kolonien i Virginia, og indtægtsgrundlaget var eksport af varer. Befolkningen og arbejdsstyrken var frivillige kolonister, der for syv års arbejde fik transport, mad, beskyttelse og land af kompagniet. Det hed indenture servitude. I december 1606 sejlede Virginia Company's tre skibe fra London under Bartholomew Gosnolds kommando. Med om bord var der 144 mænd og drenge (40 af dem døde under overfarten[kilde mangler]). Efter en usædvanlig lang rejse på 144 dage gik de 26. april 1607 i land på sydenden af Chesapeake Bay, en område de kaldte Cape Henry. Ved bugten blev de angrebet af indianere, der drev dem mod nord. Maj 1607 valgte de at anlægge et fort på Jamestown Island.
Ud over ren og skær overlevelse havde de første kolonister en anden opgave: de skulle skabe profit til kompagniets ejere. Selv om nybyggerne i første omgang blev skuffede over, at de ikke kunne samle guld op på stranden, og at der ikke voksede ædelsten på træerne, så opdagede de hurtigt, at der var mulighed for en profitabel produktion af varer. Fremstilling af industrivarer som glas, beg, tjære, øl og vin kunne fx profitere af de rigelige og uudnyttede naturressourcer og det frugtbare land. På et tidligt tidspunkt mente de, at de enorme mængder tømmer ville blive den væsentligste del af koloniens økonomi. Hovedparten af Englands skove var fældet, og den voksende flåde krævede enorme mængder tømmer. De første år havde nybyggerne imidlertid ikke meget overskud til at producere eksportvarer, de var nemlig travlt optaget af at overleve.
Fra begyndelsen blev kolonien styret af et syvmandsråd med en formand udvalgt af kongen. Der opstod imidlertid hurtigt ledelsesproblemer, og de to første formænd måtte kæmpe med sygdom, indianerangreb, dårlige mad- og vand forsyninger og noget der lignede klassekampe. Først da kaptajn John Smith blev udnævnt som koloniens tredje formand, begyndte situationen at lysne for nybyggerne. Industrien begyndte at blomstre og forholdet til Powhatans stamme med forbedret. I 1609 modtog kompagniet sit andet privilegium, som betød at det kunne udnævne sin egen guvernør blandt partshaverne. En ny rekrutteringskampagne betød nye investeringer i Virginia Company, og mellem marts 1608 og marts 1609 rejste mere end 600 nye kolonister til Virginia.
Den nyudnævnte guvernør, sir Thomas Gates, led imidlertid skibsbrud ved Bermuda, da han om bord på Sea Venture var på vej til Virginia sammen med kompagniets admiral, sir George Somers, kaptajn Newport og 147 nybyggere og søfolk. Gates nåede frem til Jamestown sammen med de overlevende i 1610 på Deliverance og Patience, som de havde bygget på Bermuda. Han fandt kun 60 af de oprindeligt 214 nybyggere i live, de øvrige var døde af sult eller sygdom, og hovedparten af dem var selv syge og/eller udhungrede. På trods af de store mængder af forsyninger, Gates havde medbragt fra Bermuda, blev det hurtigt klart at kolonien ikke kunne overleve i den tilstand. De overlevende var parate til at opgive Jamestown og vende tilbage til England, da en ny undsætningsflåde under ledelse af Lord De la Warre gav kolonien en ny start. George Somers vendte tilbage til Bermuda efter forsyninger, men han døde. Hans nevø, Matthew Somers, tog med til Lyme Regis for at kræve sin arv.
Da nyheden om Virginiakolonien sørgelige tilstand nåede London blev det i en finansiel katastrofe for Kompagniet; mange af de nye aktionærer betalte ikke, og kompagniet blev involveret i række retssager. Derudover måtte det stifte yderligere gæld, da det sendte hundreder af nye kolonister til Virginia. På det tidspunkt var der ikke meget, der kunne betale den knugende gæld; der var ikke fundet guld, og værdien af de råmaterialer, man havde fundet indtil videre var minimal. Forsøg på at producere glas, beg, tjære og potaske havde knapt vist sig profitable, og de købes langt billigere på den anden side af Atlanten.
En stadigt dårligere omtale, politiske kampe og finansielle problemer fik kompagniet til at iværksætte en massiv reklamekampagne. På gadehjørnerne kom fristende plakater, der kom anprisende artikler og præsterne blev bedt om at tale om at støtte kolonialisering. Indtil Virginia Company blev opløst, nåede det at udgive 27 bøger og pamfletter, der promoverede Virginia projektet.
For at øge salget af aktier ændrede kompagniet salgsmetoder: i stedet for at love øjeblikkelig indtjening og kæmpe profit, begyndte det at spille på patriotiske følelser og national stolthed. Nye aktionærer blev forsikret om, at de ved at købe en aktie kunne hjælpe England til at blive den magt, landet fortjente at være. Andre argumenter var, at den hedenske befolkning i Amerika kunne omvendes til kristendommen, at almuen kunne få arbejde og jord og at levestandarden ville stige i hele England. Nye investeringer strømmede til; adelen ønskede at vise deres loyalitet mod kongen gennem deres støtte, og den voksende middelklasse så en mulighed for at forbedre deres egne kår. Men selv om befolkningstallet i Jamestown steg langsomt, betød en høj dødelighed blandt nybyggerne, at profitten vedblev med at være ustabil. I 1612 oversteg Virginia Companys gæld £1000.

### Kortvarig opblomstring
Et tredje privilegium gav kompagniet en kortsigtet lettelse af dets økonomi, da det fik tilladelse til at lave et lotteri og dermed øge indtjeningen. Derudover fik kompagniets rådsforsamling med det nye privilegium ret til at vedtage love, der gjaldt i kolonien, og dets territorium blev udvidet med 300 ’’leagues’’ af havet, dvs. ca. 1.500 km. Dermed kom Bermuda (dengang også Virgineola) med i Virginia. Kolonien var fortsat i en yderst usikker situation, til John Rolfe fik held med sine eksperimenter med dyrkning af tobak. Dermed fik kolonien endelig et profitabelt produkt, som kunne stabilisere dens økonomi.
Problemerne for Virginia Company var dog endnu ikke ovre i 1616; de oprindelige nybyggere havde endnu hverken modtaget det land eller de aktier, de havde krav på, og de første aktionærer havde ikke fået udbetalt deres dividende. Kompagniet havde ingen muligheder for at betale sin gæld, og uddelte derfor jordlodder på 20 hektar som kompensation. Det følgende år indførte kompagniet et headright system, for at få flere kolonister til Virginia. Investorer og beboere i kolonien fik derved mulighed for at få land, mod at betale for overfarten af nye kolonister; størstedelen af de nyankomne skulle arbejde på investorens jord i en periode.
Der var to dominerende synspunkter på, hvad kompagniets formål var.
- En af dets ledende kræfter, Edwin Sandys, var en kraftig støtte for den opfattelse, at målet var en permanent koloni, der på længere sigt ville udvide Englands territorium, lette landets problemer med overbefolkning og udvide markedet for engelske industriprodukter.
- Sir Thomas Smith, selskabets kasserer, mente modsat, at dets mission udelukkende var handel og profit. I sidste ende var det Sandys vision, der sejrede. Da han i 1619 blev kompagniets nye kasserer, arbejdede han kraftigt for at øge befolkningen i kolonien og beskytte den profitable tobaksdyrkning. Samtidig rådede han kolonisterne til at variere typerne af afgrøder, er råd de dog desværre ignorerede.

I 1619 udstedte kompagniet en bevilling til John Wincob for at genoplive Plymoth kompagniet; dette forsøg var dog uden succes. Det blev oprindeligt givet til Pilgrimmene, da de ville oprette en koloni i Amerika, men de havde i stedet besluttet, at bruge en anden bevilling, som kompagniet udstedte til Pilgrimmenes finansielle bagmænd. Pilgrimmenes skib Mayflower førte dem ydermere til New England, der lå uden for kompagniets territorium, så den bevilling blev også annulleret.

### Afvikling
I 1621 fik kompagniet atter i problemer: Ubetalte dividender og en øget brug af lotterier, havde fået potentielle investorer til at vakle. Selskabets gæld oversteg nu £9000, og de bekymrede indbyggere i Virginia følte sig ikke just beroliget af Sandys råd om at kompagniet, cannot wish you to rely on anything but yourselves. Men i marts 1622 ændredes koloniens situation katastrofalt, da powhatanstammen angreb den, og dræbte en fjerdedel af Virginias europæiske befolkning. Da kongen præsenterede kompagniet for et fjerde privilegium, der drastisk reducerede dets selvbestemmelse i kolonien, blev det afvist af aktionærerne. Derpå ændrede kong James 1. Virginias status, og gjorde den til en kronkoloni, der blev administreret af en kongeligt udpeget guvernør og rådsforsamling. Virginia forblev kronkoloni til 1776, hvor den sammen med 12 andre britiske kolonier i Nordamerika forlod Imperiet og dannede USA.
Bermuda var blevet udskilt i 1614, da kronen en kort overgang havde overtaget administrationen. Året efter etablerede London Virginia Companys aktionærer et nyt Somers Isles Company, der fortsatte med at administrere Bermuda, der dengang officielt hed The Somers Isles) indtil kompagniet blev afviklet i 1684.

## Forholdet til den oprindelige befolkning
Fra et af de første møder i kompagniet er bevaret en diskussion om, hvorvidt de offentligt skulle finde en måde eller en højere sag, som kunne retfærdiggøre deres forehavende, for at "give adventurers, a clearness and satisfaction, for the justice of the action, and so encourage them". Andre modsatte sig det, da de mente, at enhver undskyldning også indeholdt en indrømmelse, men i stedet undgå at skabe en situation, hvor de kunne blive angrebet af både katolikker og andre udenforstående. Det sidste synspunkt fik den største opbakning, og det blev derfor i første omgang ikke at udgive et skrift, der skulle retfærdiggøre projektet. I 1608 faldt der imidlertid en dom i en sag, der drejede sig om, hvorvidt en skotte kunne rejse en sag ved en engelsk domstol. Selve dommen gik langt ud over hvad selve retssagen handlede om, da dommeren, sir Edward Coke, i den lavede et skel mellem udlændinge fra lande, England var i krig med, og lande England var i forbund med. Desuden slog han fast, at alle vantro lande (dvs. ikke-kristne) befandt sig i en permanent krigstilstand med England, indtil de blev kristne. Det betød, at Thomas Gates i sine instruktioner var blevet pålagt at omvende den oprindelige befolkning i Virginia til den anglikanske kristendom, om nødvendigt med magt, og at de blev underlagt koloniens ledelse.
I 1609 udsendte kompagniet en instruktion om, at indfange indianske børn for at indoktrinere dem med engelske værdier og religion. Disse instruktioner sanktionerede også angreb på Iniocasoockerne, der var den dominerende stamme i Powhatanfolket. Det var først med baron De La Warrs ankomst i 1610, at kolonisterne var i stand til at indlede en krig mod Powhatan. (Første Anglo-Powhatan krig. De La Warr blev afløst af sir Thomas Dale, der fortsatte krigen. Den var her Pocahontas giftede sig med John Rolfe.
Den militære offensiv mod Powhatan blev suppleret med en propagandakrig: Alderman Robert Johnson udgav fx i 1609 Nova Britannia, hvori Amerikas oprindelige befolkning blev sammenlignet med vilde dyr: heardes of deere in a forest. Selv om powhatanfolket blev beskrevet som grundlæggende fredselskende, så blev de truet med, at alle, der modsatte sig en omvendelse til den anglikanske kirke var fjender af ’’deres’’ land.
I 1622 udbrød den Anden Anglo-Powhatan krig. Årsagen til den er omdiskuteret.[kilde mangler], men fortalere for kompagniet gav skylden til Opchanacanough, Powhatans høvding. Juraprofessor Robert Williams forklarer krigsudbruddet med, at Opchanacanough havde indgået en aftale med guvernør Yeardley, som kompagniets ledelse i London ikke kunne acceptere; overfaldet og massakren 22. marts 1622, var derfor sandsynligvis et forbyggende angreb, der skulle besejre kolonien inden forstærkninger nåede frem.[kilde mangler] På én dag blev 350 af de 1.240kolonister dræbt, og nogle af de yderste bosættelser blev fuldkommen lagt øde. London Virginia Company udgav hurtigt en beretning om angrebet, der med udgangspunkt i calvinistisk teologi blev udlagt som gave fra forsynet, da det kunne retfærdiggøre en total udslettelse af hele powhatanfolket, og kolonisering af deres tidligere bosættelser og byer. Der blev udstedt nye ordrer om perpetual war without peace or truce [...] to root out from being any longer a people, so cursed a nation, ungrateful to all benefitte, and incapable of all goodnesses.

## Eksterne link
- List of original settlers Arkiveret 20. december 2012 hos  hos Archive.is Jamestown Rediscovery
- 1606 Charter of the Virginia Company of London
- National Park Service brief
- Daily Republican: The Virginia Company
- The Dissolution of the Virginia Company of London Kapitel 2 af The American Colonies in the Seventeenth Century af Herbert L. Osgood
- Library of Congress Reproduktioner af Records of the Virginia Company of London
- Anglo-Powhatankrigen
- Richmond Times Dispatch: Virginia's roots reach to Bermuda Arkiveret 17. juni 2008 hos  Wayback Machine